# Estadio Jardines Del Hipódromo
Estadio Jardines del Hipódromo María Mincheff de Lazaroff – popularnie zwany Jardines del Hipódromo, stadion piłkarski na którym swoje spotkania rozgrywa Danubio Fútbol Club. Stadion znajduje się w Montevideo w Urugwaju, w dzielnicy Jardines del Hipódromo
Jest pierwszym stadionem w Urugwaju, który nosi imię kobiety, po tym jak w maju 2017 roku członkowie klubu przegłosowali nadanie stadionowi imienia Maríi Mincheff de Lazaroff, matki Miguela i Juana Lazaroffów, współzałożycieli klubu.
Stadion jest w stanie pomieścić około 18 000 osób, jednak jego pojemność jest ograniczona do zaledwie 9 600 osób na meczach piłkarskich, z powodów bezpieczeństwa. Wokół terenu zbudowany jest wysoki płot, który oddziela go od pozostałego obszaru.